# 정인증
정인증(2004년 7월 6일 ~ )는 대한민국의 축구 선수로, 포지션은 공격수이다. 현재 K리그1의 강원 FC 소속이다.